# Port lotniczy Birże
Port lotniczy Birże (kod ICAO: EYBI) – mały port lotniczy zlokalizowany w miejscowości Birże (Litwa).